# Juls Freundin
Juls Freundin ist ein deutscher Fernsehfilm von Kai Wessel aus dem Jahr 2002, der im Auftrag für Das Erste produziert wurde. Anneke Kim Sarnau spielt die Hauptrolle der 25-jährigen Analphabetin Phoebe Panizzi.

## Handlung
Die 25-jährige Analphabetin Phoebe Panizzi lebt sehr zurückgezogen und arbeitet sich durch verschiedene Aushilfsjobs, bei denen sie Acht gibt, dass sie nichts lesen oder schreiben braucht. Ausgleich findet sie beim Angeln. Ihre größte Liebe sind ihre Kaninchen, die sie auf ihrem Dachgarten hält. Ein ähnliches Leben führt auch ihre ältere Nachbarin Frau Peters, eine der wenigen Menschen mit denen sie sich versteht. Als Phoebe in der Stadt unterwegs ist, wird der 16-jährige Jul auf sie aufmerksam. Er stellt ihr nach und Phoebe fühlt sich belästigt. Doch mit der Zeit freundet sie sich mit ihm an und erfährt von ihm, dass er in einem Kinderheim aufgewachsen ist, weil sein Vater Daniel nicht mit ihm zurande kam. Zurzeit lebt Jul aber probeweise wieder bei ihm und das Sozialamt führt regelmäßige Kontrollen bei den Rosenbergs durch. Phoebe lernt Daniel bei einem gemeinsamen Treffen kennen und verliebt sich in ihn. Als Jul seinen Vater mit ihr in flagranti erwischt, zerbricht für ihn seine Welt.

## Hintergrund
Juls Freundin wurde vom 17. Juli 2002 bis zum 2. August 2002 in Hamburg und Umgebung gedreht. Produziert wurde der Film von der Studio Hamburg Produktion für die Film & Fernsehen GmbH.

## Kritik
Der film-dienst schrieb: „Der warmherzige (Fernseh-)Film erzählt seine Außenseitergeschichte unaufdringlich und ohne Sozialromantik“.